# Бурхард фон Конрадсбург
Бурхард II фон Конрадсбург и Фалкенщайн Млади (на немски: Burchard II von Konradsburg und Falkenstein; * ок. 1119; † сл. 1155) е граф на Конрадсбург (1129 – 1142) в североизточен Харц, близо до Ермслебен и от 1142 г. на замък Фалкенщайн в Харц.

## Произход
Той е син на Егено II фон Конрадсбург (* ок. 1093), внук на Бурхард II фон Конрадсбург (1054 – 1109) и правнук на Егено I фон Конрадсбург († сл. 1076/1089).
Баща му Егено II убива през 1080 г. граф Адалберт от Баленщет от род Аскани. Конрадсбургите трябва за наказание да преобразуват резиденцията си замък Конрадсбург на бенедиктински манастир.
От 1115 г. господарите на Конрадсбург разрушават замък Фалкеншайн в Харц. През 1142 г. Бурхард II Млади построява отново замъка и започва да се нарича „фон Фалкеншайн“.

## Фамилия
Бурхард се жени за Бия фон Аменслебен (* ок. 1121; † сл. 1348), дъщеря на Мило фон Аменслебен (* ок. 1095; † 1126) и Луитбирг Хилерслебен-Айзлебен (* ок. 1097). Те имат двама сина:
- Ламберт фон Фалкенщайн
- Бурхард III фон Фалкенщайн (* ок. 1145; † сл. юни 1179), граф на Фалкенщайн (1160), женен за Мансфелд (* ок. 1147)